# FreeBSD
FreeBSD је слободан, вишеплатформски јуниксолики оперативни систем поникао од Berkeley Software Distribution (BSD) варијанте јуникса.
ФриБСД је бесплатни и опен-соурc Јуникс оперативни систем, пореклом из Berkeley Software Distribution (BSD), који је био заснован на Research Unix-у. Прва верзија ФриБСД-а објављена је 1993. године. ФриБСД је 2005. био најпопуларнији БСД оперативни систем отвореног кода, који је обухватао више од три четвртине свих инсталираних, једноставно дозвољених БСД система.
ФриБСД има сличности са Линукс-ом, с две велике разлике у обиму и лиценцирању: ФриБСД одржава комплетан систем, тј. Пројекат испоручује кернел, управљачке програме уређаја, корисничке услужне програме и документацију, за разлику од Линука који испоручује само кернел и управљачке програме, и ослањајући се на трећим странама за системски софтвер; и изворни код ФриБСД обично се пуштају под дозвољеном БСД лиценцом, за разлику од ГПЛ-а за копирање које користи Линук.
Пројекат ФриБСД укључује сигурносни тим који надгледа сав софтвер испоручен у основној дистрибуцији. Широк спектар додатних апликација других произвођача може се инсталирати помоћу система за управљање пакетима PKG или Фри БСД портова или компилирањем изворног кода.
Због лиценцирања, велики део ФриБСД-ове базе података постао је саставни део других оперативних система као што су Дарвин (основа за MacОS, iОS, iPad, watchОS и tvОS), ФриНАС (отворени изворни NAS/CAN оперативни систем), и системски софтвер за Плејстејшн 3, Плејстејшн 4, Плејстејшн 5 и Нинтендо свич конзоле.